# Heilig-Kreuz-Stiftung
Die Heilig-Kreuz-Stiftung (eigene Schreibweise Heilig Kreuz-Stiftung) mit Sitz in Gladbeck-Butendorf ist eine rechtsfähige gemeinnützige Stiftung kirchlichen Rechts. Sie verfolgt den Zweck, den Gottesdienst in der denkmalgeschützten Heilig-Kreuz-Kirche zu fördern und zur Unterhaltung des Gebäudes beizutragen.

## Entstehung
Angesichts einer für die Kirchen in Deutschland zunehmend schwieriger werdenden ökonomischen Situation, und noch bevor im Jahre 2004 die wirtschaftliche Krise des Bistums Essen offen zutage trat, bemühten sich Verantwortliche der Heilig Kreuz-Kirche um Alternativlösungen für den Unterhalt und den Erhalt der Kirche. Zu Ostern 2001 präsentierte Pfarrer Ralph Eberhard Brachthäuser im Pfarrbrief der Kirchengemeinde erstmals seine Idee einer Stiftung, die mit ihren Erträgen helfen könnte, die genannten Aufgaben zu bewältigen. Auf seine Initiative hin gründete der Kirchenvorstand der Kirchengemeinde Heilig Kreuz nach einer etwas mehr als zweijährigen Vorbereitung am 13. April 2003 die „Heilig Kreuz-Stiftung“. Sie erhielt schon am 16. Mai 2003 ihre Anerkennung durch den Münsteraner Regierungspräsidenten Jörg Twenhöven.

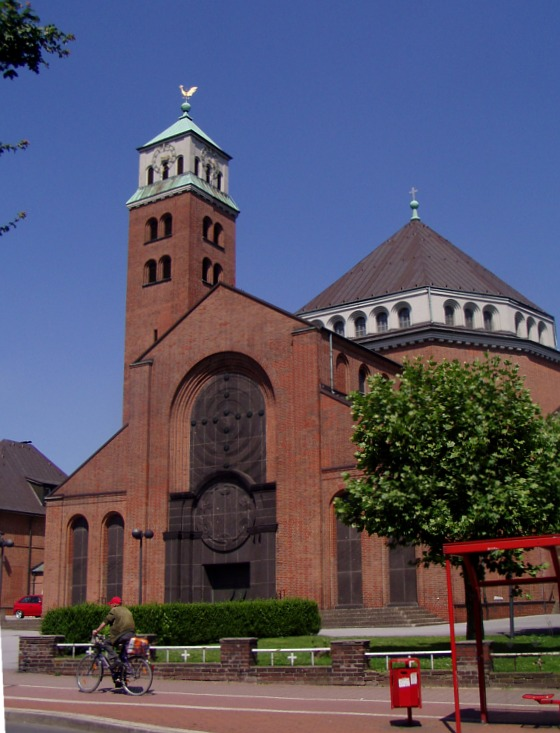
Heilig-Kreuz-Kirche

Die „Heilig Kreuz-Stiftung“ war die erste neuere Stiftung dieser Art im Bistum Essen und weit darüber hinaus. Wesentliches Merkmal dieser Stiftung ist, dass für den Aufbau des Stiftungskapitals nicht auf Kirchenvermögen zurückgegriffen wurde, sondern dass dieses Stiftungskapital allein aus Spenden zusammengetragen wurde. Insofern hat sie den Charakter einer Gemeinschaftsstiftung.
Satzungsgemäß verfolgt die Stiftung den Zweck den Gottesdienst in der denkmalgeschützten Heilig Kreuz-Kirche in Gladbeck-Butendorf zu fördern: Dies geschieht „insbesondere durch Erhaltung und Erneuerung der Innenausstattung des Gotteshauses, der Paramente und sakralen Geräte, der kirchenmusikalischen Ausstattung sowie der Unterhaltung des Gotteshauses im Allgemeinen.“
Bis zum 31. Dezember 2016 wurde die Stiftung durch den Vorstand vertreten, dem neben dem Vorsitzenden Ralph Eberhard Brachthäuser drei Personen angehörten. Ihm standen beratend ein mit bis zu acht Personen besetztes Kuratorium zur Seite, dessen Vorsitz von 2006 bis 2014 Achim Wessing innehatte. Seit 2015 amtiert Rüdiger Höffer als Vorsitzender des Kuratoriums; Achim Wessing wurde im Februar 2015 zum Ehrenvorsitzenden ernannt.
Seit 1. Januar 2017 sitzt Pastor Andreas Lamm der Stiftung und ihrem Vorstand vor. Weitere Mitglieder des Vorstands sind Kirchenvorstandsmitglied Christoph Söthe sowie Uwe Lewen, Gemeinderatsvorsitzender der Gemeinde Heilig Kreuz. Söthe und Lewen sind durch die jeweiligen Gremien für diese Aufgabe entsandt worden. Der ehemalige Vorsitzende des Vorstands, Pfarrer Ralph Eberhard Brachthäuser, erklärte Ende des Jahres seinen Rücktritt. Als Gründe nannte er wachsenden Druck, den er verspüre und Auswirkungen auf seine Gesundheit.

## Tätigkeit
Als erste Organisation dieser Art im Bistum Essen übernahm die Stiftung im Oktober 2008 die Kirchenmusikerin der Heilig Kreuz-Kirche in ihr Angestelltenverhältnis. Diese konnte wegen der Einsparmaßnahmen des Bistums von der neuen Gladbecker Großpfarrei nicht mehr weiter beschäftigt werden.
Als bedeutenden Gladbecker Beitrag zur Kulturhauptstadtwoche Local Hero im Rahmen von RUHR.2010 präsentierte die Stiftung in einer „Romanischen Nacht Butendorf“ das Flötenensemble Flautando Köln.
In den ersten acht Jahren ihres Bestehens hat die Stiftung im Sinne ihres Stiftungszweckes nahezu 70.000 Euro investiert.

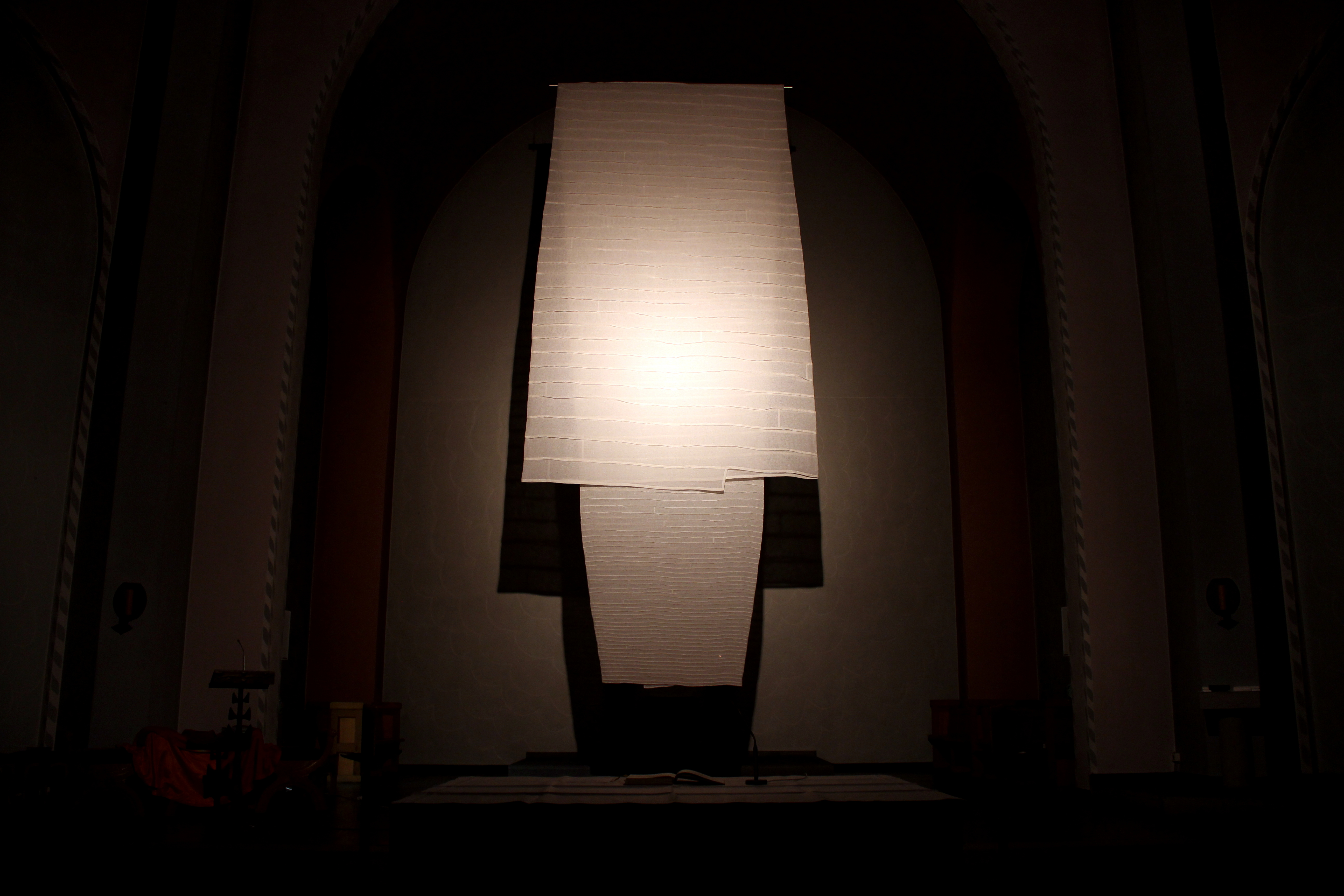
Das Fastentuch von Claudia Merx in der Heilig Kreuz-Kirche verhüllt die Kreuzigungsgruppe von Gerd Brüx.

Im Jahr 2012 förderte die Stiftung den Gestaltungswettbewerb Ars liturgica, der deutschlandweit für die Heilig Kreuz-Kirche ausgelobt worden war und die Gestaltung eines Fastentuches vorsah. Der 1. Preis wurde an die Aachener Künstlerin Claudia Merx vergeben, die im Jahr 2003 bereits mit dem Staatspreis für das Kunsthandwerk NRW ausgezeichnet worden war. Am 16. Februar 2013 wurde das Fastentuch im Rahmen eines Festgottesdienstes in der Heilig-Kreuz-Kirche der Öffentlichkeit präsentiert.
In der Ausstellung „Fastentuch modern“ präsentierte das Deutsche Textilmuseum in Krefeld vom November 2013 bis zum Januar 2014 prämierte Entwürfe des Ars-liturgica-Wettbewerbs 2012. Alle Entwürfe zitierten historische Textilien. Den Arbeiten der Preisträger wurden Textilien aus dem Deutschen Textilmuseum gegenübergestellt, z. B. ägyptische Mumienbinden, spätantike Gewebe, Damasttücher und Kaseln.
Am Tag des offenen Denkmals 2014 präsentierte die Stiftung in einer Ausstellung das einzig erhaltene und frisch restaurierte Kirchenfenster von Franz Woort-Kerkhoff aus dem Jahr 1952 sowie die erhaltenen Originalentwürfe im Maßstab 1:10 und Originalvorlagen im Maßstab 1:1 von Friedrich Stummel zu den vier Evangelistenfenstern und zwei Rundfenstern aus dem Jahr 1914.